# Adivije Alibali
Adivije Sharofi Alibali (Tirana, 22 luglio 1934) è una ballerina e attrice albanese, nota per aver interpretato Mamica Castriota nel film Skanderbeg l'eroe albanese.

## Biografia
Nacque il 22 luglio 1934 a Tirana nella famiglia Sharofi, originaria di Debar; il padre, Haki Sharofi, era direttore della madrasa e teologo islamico. Ballerina presso il Teatro nazionale dell'opera e del balletto, contribuì nel 1949 alla fondazione della Filarmonica di Stato.
Nel 1953 fu notata dal regista sovietico Sergej Iosifovič Jutkevič che la scelse, appena diciottenne, per il ruolo di Mamica Castriota, sorella di Scanderbeg, per il film Skanderbeg l'eroe albanese. Il film, che vinse il premio internazionale al Festival di Cannes 1954, fu il suo unico ruolo sul grande schermo ma le garantì un'ampia fama in patria.
Si sposò con Jusuf Alibali, con cui ebbe due figli: Ilir e Agron. Insieme alla famiglia fu esiliata nel 1975 a Labovë e Vogël (prefettura di Argirocastro), trasferendosi poi negli Stati Uniti d'America.
Per i suoi meriti in campo cinematografico è stata nominata cittadina onoraria di Kruja oltre che delle prefetture di Argirocastro e Berat.